# Titia Van Waeyenberge
Titia Van Waeyenberge (1978) is een Belgische bestuurster. Sinds 2018 is ze voorzitster van de familiale investeringsvennootschap De Eik.

## Biografie
Titia Van Waeyenberge is een dochter van Piet Van Waeyenberge, ondernemer, gewezen voorzitter van het Vlaams Economisch Verbond en oprichter van de familiale investeringsvennootschap De Eik. Ze studeerde economische en sociale wetenschappen aan de Facultés universitaires Notre-Dame de la Paix in Namen en economie aan de Katholieke Universiteit Leuven. Ze behaalde ook een master in accounting and finance aan de London School of Economics in het Verenigd Koninkrijk.
Ze werkte van 2002 tot 2005 als investeringsconsulente voor Merrill Lynch in Londen. Ze begon haar carrière bij de familiale investeringsvennootschap De Eik in 2005, wanneer ze aan de slag ging als investeringsanalist bij Indufin in Brussel, de private equity-dochteronderneming van De Eik. Ze werd vervolgens investeringsmanager en lid van het uitvoerend comité van De Eik. In 2018 werd ze in opvolging van haar vader voorzitster van de raad van bestuur van De Eik.
Sinds 2019 is Van Waeyenberge bestuurster van BNP Paribas Fortis.
Ze is gehuwd met Michael Lavrysen, topman van het Belgische kantoor van het investeringsfonds CVC.